# Дубровское сельское поселение (Кемеровская область)
Дубровское се́льское поселе́ние — упразднённое муниципальное образование в Яшкинском районе Кемеровской области Российской Федерации.
Административный центр — посёлок Яшкинский.

## История
Статус и границы сельского поселения установлены Законом Кемеровской области от 17 декабря 2004 года № 104-ОЗ «О статусе и границах муниципальных образований»

## Население
| 2010  | 2011  | 2012  | 2013  | 2014  | 2015  | 2016  |
| ----- | ----- | ----- | ----- | ----- | ----- | ----- |
| 2049  | ↘2046 | ↘1982 | ↘1949 | ↘1904 | ↘1868 | ↘1832 |
| 2017  | 2018  | 2019  |       |       |       |       |
| ↘1787 | ↘1757 | ↘1724 |       |       |       |       |

## Состав сельского поселения
| № | Населённый пункт | Тип населённого пункта          | Население |
| - | ---------------- | ------------------------------- | --------- |
| 1 | Ботьево          | деревня                         | 543       |
| 2 | Дубровка         | посёлок                         | 411       |
| 3 | Нижнешубино      | деревня                         | 0         |
| 4 | Трактовый        | посёлок                         | 0         |
| 5 | Хопкино          | посёлок железнодорожной станции | 102       |
| 6 | Яшкинский        | посёлок, административный центр | 993       |

## Местное самоуправление
Главы Дубровского сельского поселения
- с 8 февраля 2015 года - Колокольцова Елена Анатольевна[13]